# Andro Bušlje
Andro Bušlje , né le 4 janvier 1986 à Dubrovnik, est un joueur croate de water polo.